# De Anza College
Le De Anza College est un collège de 453 000 m² situé à Cupertino en Californie. Il a été fondé en 1967 et a été nommé d'après l'explorateur espagnol Juan Bautista de Anza.

## Anciens élèves notables
- Teri Hatcher, actrice
- Steve Jobs, cofondateur d'Apple Computer
- Steve Wozniak, cofondateur d'Apple Computer
- Jhonen Vasquez, cartooniste
- Len Wiseman, réalisateur